# Hotel Černý kůň (Kukleny)
Hotel Černý kůň v Kuklenách (Pražská třída 88/77) – dům, který sloužil jako hotel, sídlo různých úřadů a byl využíván též k bydlení. Hotel stejného jména je v Hradci Králové též na Malém náměstí čp. 10-11.

## Historie
Na jeho místě dříve stávala zájezdní hospoda Gruliška se starým čp. 82, která byla postavena před rokem 1750 nejspíše Grulichem (jako Bláhovka Bláhou), protože již roku 1776 byla „od starodávna zvaná Gruliška“ a teprve později snad před renovací roku 1762 pojmenována Černý koníček. Již roku 1761 je záznam, že Jiří Krásný měl chalupu vedle Černého koníčka a roli u Temešvárského rybníka. Adam Gruber s manželkou Rosinou, roz. Grichbaumrovou, měli dle pozůstalosti z roku 1766 hospodu, od starodávna Grulišku, nyní Černý koníček nazvanou (se stodolou a zahradou), koupenou za 1 250 zl. a renovovanou nákladem 1 070 zl. Hospody se ujal syn Adam. Ten odporučil pozůstalost, která kvůli rovnému podělení přišla do dražby roku 1787: Jan Divišek vydražil 6 korců, Matěj Pešek 2 korce s volšinkou u Březhradu a Jan Dušek hospodu.

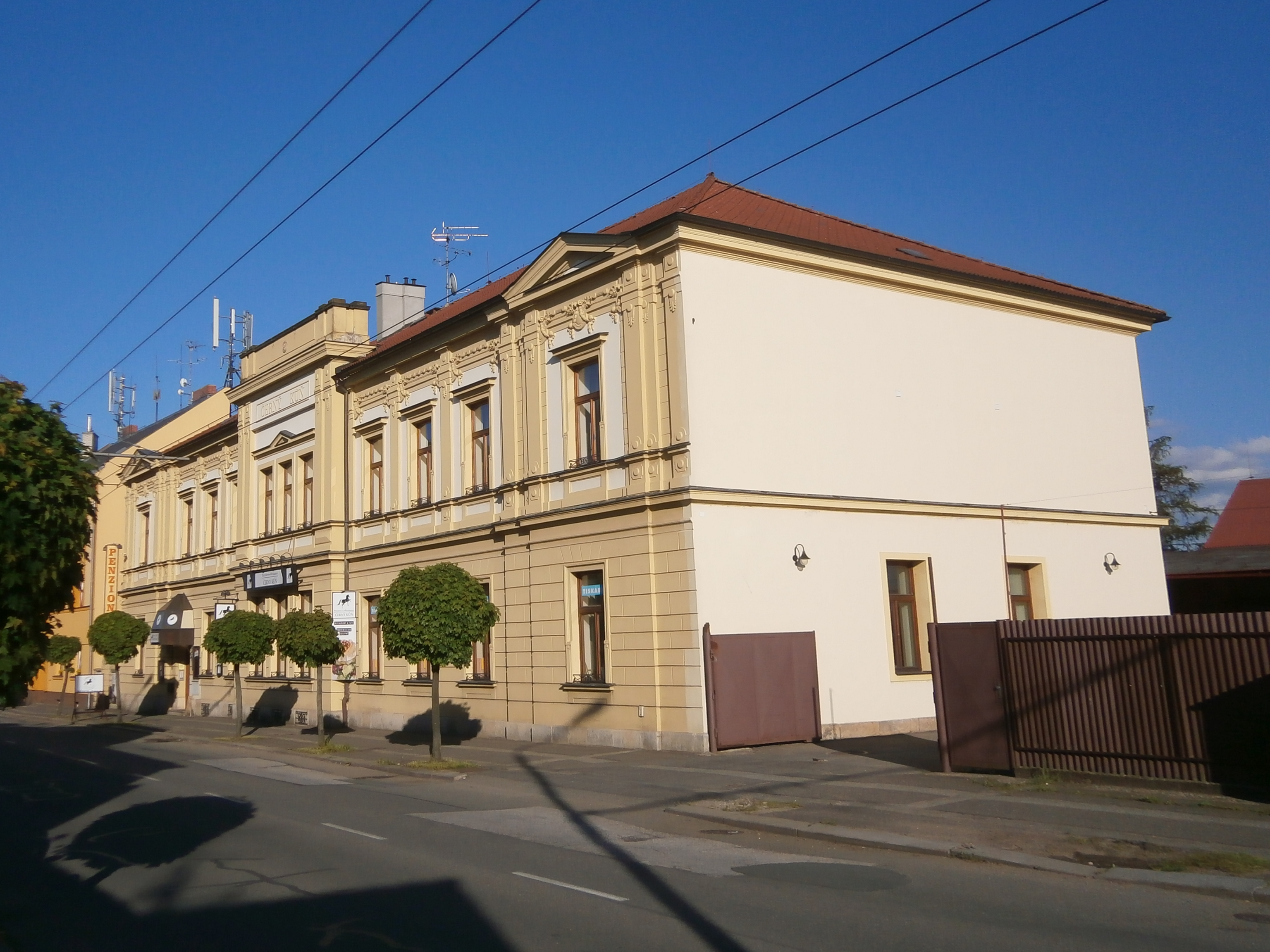
Dnešní vzhled domu čp. 88

Roku 1803 syn Josef Dušek s manželkou Annou prodali výsadní hospodu Grulišku s pozemky Josefu Petříčkovi. Josef Petříček ustanovil v kšaftě roku 1817, aby dědily jeho 4 nezletilé děti František, Anna, Marie, Josef a manželka Dorota, roz. Součková, hospodu měl zdědit František. Dle všeho zůstal kšaftující ještě několik let na živu a hospodu pak dědil nejmladší Josef. V roce 1825 zemřela matka Dorota bez kšaftu. Při pořádnosti podržel Josef Petříček hospodu a ze všeho třetinu. Při projednání jeho pozůstalosti roku 1831 bylo odevzdáno půl hospody synu Josefu Petříčkovi a ostatní poděleni pozemky. Josef Divišek ode všeho nápadu na pozůstalost své nebožky manželky Doroty, roz. Petříčkové, upustil. V roce 1838 odporučila Dorota Divišková jí náležející polovičku domu Josefu Petříčkovi, který měl čp. 81, 86, 88 a 92. Roku 1843 pronajal hospodu Grulišku Františkovi Hynkovi z Opatovic.
14. listopadu 1844 vydražil Grulišku za 8 500 zl. Antonín Tobiš, vinárník z Hradce Králové a 1. dubna 1845 ji prodal Josefu a Františce Součkovým ze Svobodných Dvorů a dle smlouvy z 20. června 1880 byla připsána na Václava Součka. V roce 1869 Josef Souček přestavoval chlév s komůrkou a sýpkou. Roku 1883 byla přestavována zase stodola. O povolení bylo zažádáno 6. dubna téhož roku. 6. května 1885 Václav Souček zažádal o povolení na stavbu nových maštalí.
7. března 1904 bylo Václavu Součkovi povoleno její zbourání a vystavění nového hotelu, který až na malé drobnosti vyhlíží zvenku stejně dodnes. 2. dubna 1912 týž zažádal o povolení přestavby lednice na byt a poštu.

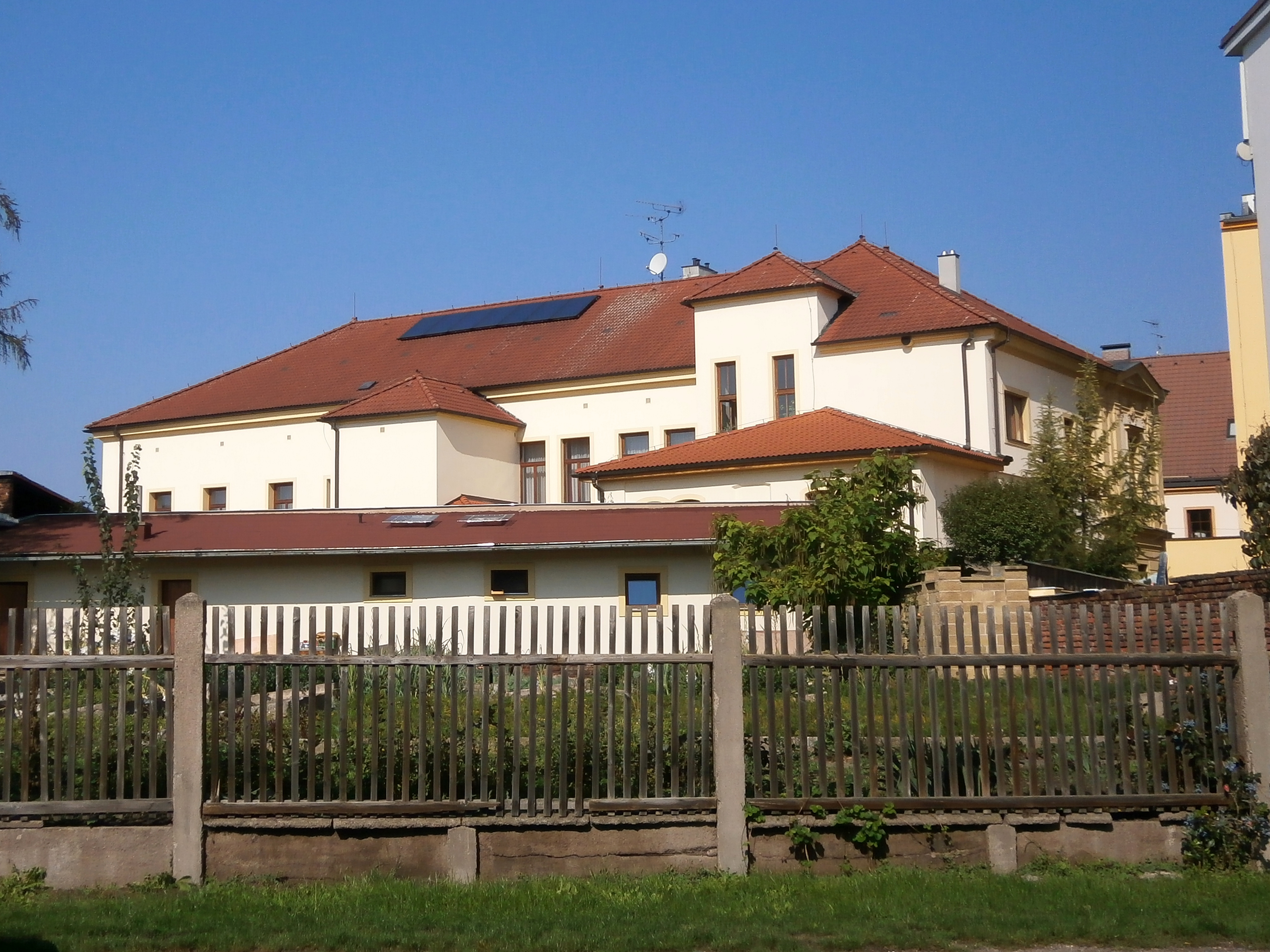
Zadní pohled na dům čp. 88

Hotel měl i svoji stolovou společnost. Ta v roce 1907 věnovala k uctění památky dr. Eduarda Grégra na místě obvyklého věnce 13 K 13 h Ústřední Matici školské, jež tuto částku zaslala kuklenskému místnímu odboru. Byl i centrem kulturního a společenského života obce. Konaly se zde jak taneční a jiné zábavní podniky (18. ledna 1906 ples spolku absolventů zimní hospodářské školy kuklenské, 24. července 1926 věneček absolventů rolnické školy), tak schůze spolků a politických stran, např. živnostenské strany středostavovské (od roku 1919). Hrálo se zde též ochotnické divadlo. V domě konala cvičení i Pěvecká jednota Vlastimil, spolkovou místnost zde měl i místní Sokol. Právě zde se 24. srpna 1920 ustavilo Družstvo pro postavení Sokolovny. Později zde byly umístěny i obecní a poštovní prostory. 26. března 1931 byl poštovní úřad rozšířen o 1 místnost v 1. patře, kde se poté přijímaly a vydávaly peníze.
Do roku 1984 se zde nacházela výkupna druhotných surovin, která byla přemístěna na Pražskou ulici čp. 292 (za kadeřnictvím). V roce 1989 sem byl umístěn klub důchodců. Dnes se v tomto domě, patřícím Ladě Kolářové z čp. 718, nachází rodinný penzion s restaurací Royal restaurant (od roku 2005 řízený Michalem Kolářem a o 10 let později mimo provoz).